# Locro

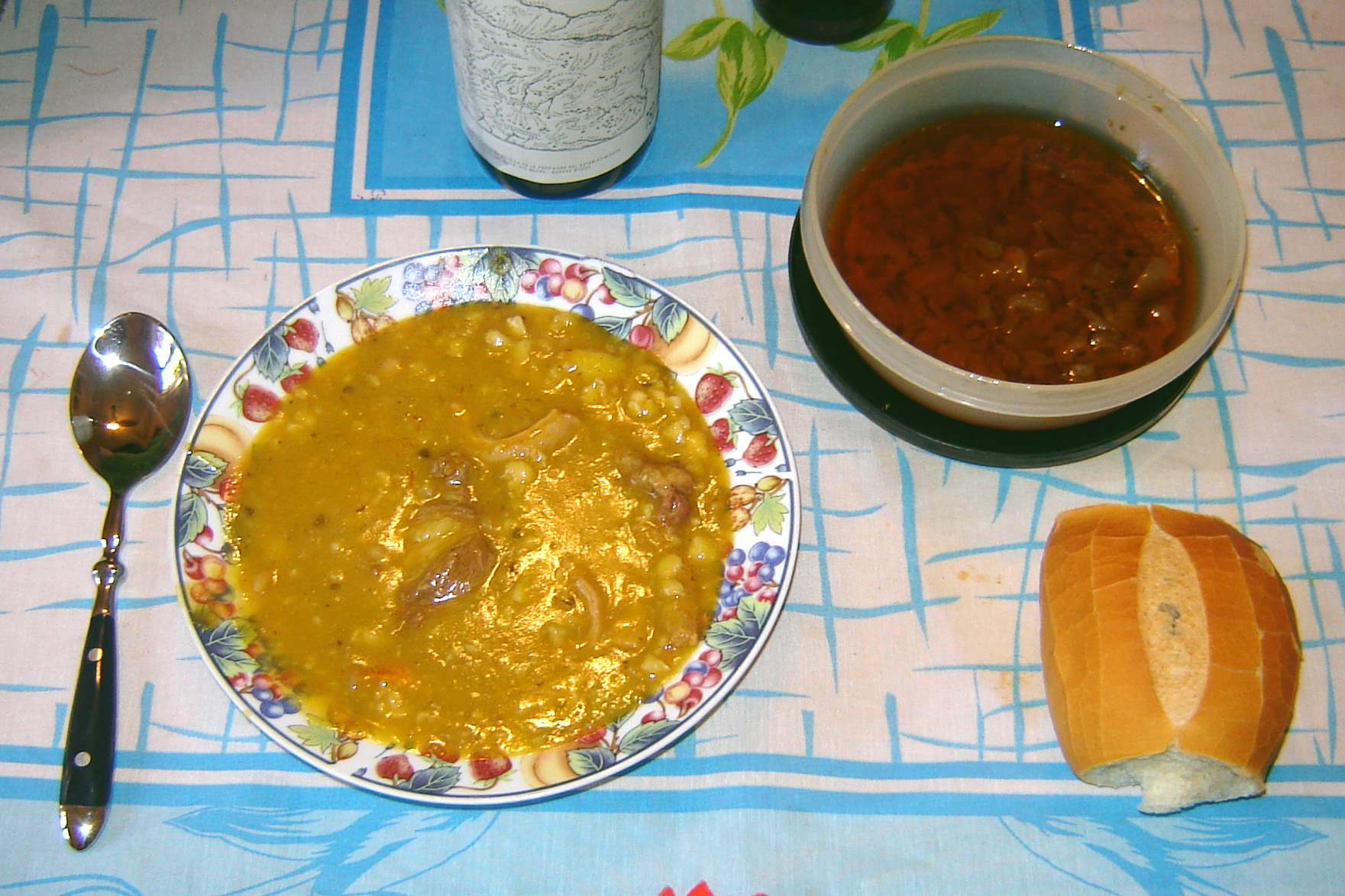
Locro mit Quiquirimichi

Locro ist ein dicker herzhafter Eintopf, der sehr populär in der Anden-Region ist. Das Gericht ist vor allem in der ecuadorianischen und peruanischen Küche sehr verbreitet und war schon eines der typischsten argentinischen Gerichte unter den Ureinwohnern vor der Zeit der Eroberung Argentiniens durch die Spanier.
Der Name leitet sich von dem Quechua-Wort ruqru ab. Die Hauptzutaten sind Mais, Fleisch (meistens Rind, manchmal auch Trockenfleisch oder Chorizo) und Gemüse. Andere Zutaten variieren, u. a. werden Zwiebeln, Bohnen und Kürbis hinzugegeben. Hauptsächlich wird Locro im Winter gegessen. In einigen Teilen Argentiniens, z. B. in der Provinz Santiago del Estero, wird dazu eine scharfe rote Sauce aus Cayenne-Pfeffer und Paprika, die Quiquirimichi, serviert.
In Argentinien ist Locro heute im ganzen Land verbreitet, besonders häufig ist er in der Region Cuyo. Er gilt als Nationalgericht und wird daher auch traditionell am 25. Mai, dem Jahrestag der Mai-Revolution gegessen.